# سوق البدو
سوق البدو أحد أسواق منطقة جدة التاريخية الواقعة في وسط مدينة جدة غرب المملكة العربية السعودية و هو خاص ببيع مسلتزمات سكان البادية و منتجات الصحراء.

## النشأة
كان سوق البدو في الأساس مخصصا لبيع كل مستلزمات سكان البادية، ويقع بالقرب من بوابة باب مكة والتي كانت تفد من مكة المكرمة واليها قوافل المزارعين والإنتاج الزراعي من الحبوب والتمور وغيرها، وحتى صهاريج المياه كانت تفد منها واليها عن طريق بوابتها، حيث أن الداخل من باب مكة حاليا يلحظ وجود شارعين طويلين متفرعين أحدهما على ناحية اليمين يؤدي إلى سوق البدو والآخر على ناحية الشمال ويؤدي إلى سوق العلوي .

## السوق
يتميز سوق البدو على الرغم من تنظيمه البدائي عن بقية الأسواق الشعبية ببضاعته التي تحمل طابع البداوة، ومع بعض التغيرات التي طرأت عليه فما زالت البضائع نفسها تباع، ولم تعد بضائع البادية موجودة كما في السابق، حيث خضع السوق طبقا لخطط الهيئة العامة للسياحة والتراث الوطني لبرنامج إعادة إحيائه ببعض ملامحه التاريخية القديمة ومن بينها إعادة بيع الثياب البدوية النسائية عن طريق مشاغل نسائية محلية وتشجيع من بقي من أصحاب محال تلميع الذهب والفضة على الاستمرار في السوق خاصة وأن هناك إقبالا من الأجانب على شراء التحف الفضية القديمة الخاصة بأعراس بعض مناطق المملكة وقراها
وقد جاءت تسمية السوق بهذا الاسم لاختصاصه ببيع مستلزمات البادية بالإضافة إلى كثرة الزوار والمتسوقين الذين كانوا يأتون من الضواحي والصحاري القريبة، ومعظم دكاكينه كانت في الماضي لبيع البن والهيل والعطارة والتمور والحبوب كالقمح والشعير والذرة وبعض أنواع الأقمشة التي يستعملها أبناء البادية أنذاك، وتبدلت اليوم الصورة كثيرا وأصبحت معظم المحلات لبعض الأقمشة والعبايات وما في حكمها وبعض الأقمشة والعمائم الرجالية.

## وصلات خارجية
- موقع سوق البدو على الخريطة